# Legió IV Italica
La legió IV Italica ('quarta legió itàlica') va ser una legió romana que es coneix perquè la menciona la Notitia Dignitatum, un document de l'Imperi Romà procedent de la Cancelleria Reial que dona detalls de l'administració de l'Imperi, dels oficials i de les unitats de l'exèrcit, tant de la cort com de tot l'imperi datat cap a l'any 400.
La legió es va crear durant el regnat de l'emperador Alexandre Sever l'any 231, amb soldats d'Itàlia i de Pannònia. Possiblement va participar de forma breu el mateix any 231 a l'expedició contra l'Imperi Sassànida. El seu primer comandant va ser el prefecte Maximí el Traci, que després seria emperador.
La IV Italica va participar en totes les campanyes del Danubi organitzades per Maximí el Traci, entre els anys 235 i 238. Amb l'emperador Gordià III va tornar a l'orient, lluitant contra els sassànides durant els anys 242-244. Probablement tenia la base a la província de Mesopotàmia. Més tard, amb l'emperador Dioclecià, podria haver tingut la seu a la Gàl·lia.
La Notitia Dignitatum menciona aquesta legió, i diu que era una legió pseudocomitatensis, sota el comandament del Magister militum per Orientem. Podria haver estat activa fins a la reforma de Justinià I, l'any 545.